# Чакка-Тамар
Чакка-Тамар (кирг. Чакатамар; в переводе — «падающие капли») — пещера в горе Сулайман-Тоо (кирг. Сулайман-Тоо, узб. Сулаймон тоғ). Находится в Кыргызстане, в городе Ош, Ошская область, в восточной части Ферганской долины. Пещера священная, также как и гора Сулайман-Тоо. Пещера является частью объекта «Памятник Всемирного наследия ЮНЕСКО гора Сулайман-Тоо» (англ. Sulayman-Too Sacred Mountain) с 2009 года.
Находится в западной части Оша. В пещеру возможен доступ посетителей, и она часто посещается (в основном, мусульманскими паломниками). По древним легендам пещера имеет целебные свойства.
Пещера известна тем, что в ней прятался основатель империи Великих Моголов Бабур, построивший на горе дом в 1496 году (разрушен в 1960-х, восстановлен в 1989) и мечеть «Тахты Сулайман» в 1510 году.